# Calixto Boldún
Calixto Boldún y Conde (f. 1891) fue un actor y dramaturgo español del siglo XIX.

## Biografía
Cómico, fue padre de la actriz Elisa Boldún. Boldún, a quien Cejador y Frauca describe sucintamente como «autor malo», refundía según este autor obras del teatro antiguo y las daba por suyas. De él habría escrito Narciso Serra lo siguiente:

Boldún, pedazo de atún,
haragán de profesión,
tú debieras ser baldón
 en lugar de ser Boldún.

Entre sus obras se encontraban títulos como El alcalde de Tronchón (zarzuela, 1853), Similia similibus curantur (comedia, 1858), Qué plaga (jug., 1866) y A secreto agravio, disimulada venganza  (drama, 1867). Falleció en Valencia el 11 de noviembre de 1891.